# State of Origin 2007
Navigation
Édition précédente Édition suivante
Le State of Origin 2007 est la vingt-sixième édition du State of Origin et se déroule du 23 mai 2007 au 4 juillet 2007 avec un match à l'ANZ Stadium (Sydney) et deux au Suncorp Stadium (Brisbane). Il s'agit de l'opposition traditionnelle entre les équipes de Nouvelle-Galles du Sud et du Queensland.

## Déroulement de l'épreuve

### Première rencontre
| 23 mai 2007 20 h 00 (heure australienne) | Qld Maroons | 25 – 18 (6 – 18) | NSW Blues                                                                                                   | ANZ Stadium, Sydney 52 498 spectateurs Arbitre : Paul Simpkins |
| 23 mai 2007 20 h 00 (heure australienne) | Essai(s) : Greg Inglis 2 (3e, 50e), Steve Price (58e), Darren Lockyer (61e) Transformation(s) : Johnathan Thurston 4/4 Drop(s) : Johnathan Thurston (70e) |                  | Essai(s) : Nathan Hindmarsh (10e), Matt Cooper (20e), Jarryd Hayne (40e) Transformation(s) : Jamie Lyon 3/3 | ANZ Stadium, Sydney 52 498 spectateurs Arbitre : Paul Simpkins |
| 23 mai 2007 20 h 00 (heure australienne) | |                  | | ANZ Stadium, Sydney 52 498 spectateurs Arbitre : Paul Simpkins |

### Deuxième rencontre
| 13 juin 2007 20 h 00 (heure australienne) | NSW Blues                                                   | 6 – 10 (6 – 6) | Qld Maroons                                                                    | Telstra Stadium, Sydney 79 927 spectateurs Arbitre : Shayne Hayne |
| 13 juin 2007 20 h 00 (heure australienne) | Essai(s) : Brett Stewart Transformation(s) : Jamie Lyon 1/1 |                | Essai(s) : Greg Inglis, Steven Bell Transformation(s) : Johnathan Thurston 1/2 | Telstra Stadium, Sydney 79 927 spectateurs Arbitre : Shayne Hayne |
| 13 juin 2007 20 h 00 (heure australienne) |                                                             |                |                                                                                | Telstra Stadium, Sydney 79 927 spectateurs Arbitre : Shayne Hayne |

### Troisième rencontre
| 4 juillet 2007 20 h 00 (heure australienne) | Qld Maroons                                                               | 4 – 18 (4 – 6) | NSW Blues                                                                                                   | Suncorp Stadium, Brisbane 52 469 spectateurs Arbitre : Paul Simpkins |
| 4 juillet 2007 20 h 00 (heure australienne) | Essai(s) : Justin Hodges (26e) Transformation(s) : Johnathan Thurston 0/1 |                | Essai(s) : Jarryd Hayne (21e), Matt King (73e), Hazem El Masri (79e) Transformation(s) : Hazem El Masri 3/3 | Suncorp Stadium, Brisbane 52 469 spectateurs Arbitre : Paul Simpkins |
| 4 juillet 2007 20 h 00 (heure australienne) |                                                                           |                | | Suncorp Stadium, Brisbane 52 469 spectateurs Arbitre : Paul Simpkins |

## Les équipes

### New South Wales Blues
| Position         | Match 1             | Match 2           | Match 3           |
| ---------------- | ------------------- | ----------------- | ----------------- |
| Arrière          | Anthony Minichiello | Brett Stewart     | Brett Stewart     |
| Ailier           | Matt King           | Matt King         | Hazem El Masri    |
| Centre           | Jamie Lyon          | Jamie Lyon        | Matt King         |
| Centre           | Matt Cooper         | Matt Cooper       | Matt Cooper       |
| Ailier           | Jarryd Hayne        | Jarryd Hayne      | Jarryd Hayne      |
| Demi d'ouverture | Braith Anasta       | Braith Anasta     | Greg Bird         |
| Demi de mêlée    | Jarrod Mullen       | Brett Kimmorley   | Brett Kimmorley   |
| Pilier           | Brett White         | Willie Mason      | Willie Mason      |
| Talonneur        | Danny Buderus (c)   | Danny Buderus (c) | Danny Buderus (c) |
| Pilier           | Brent Kite          | Brent Kite        | Brent Kite        |
| Deuxième ligne   | Nathan Hindmarsh    | Nathan Hindmarsh  | Nathan Hindmarsh  |
| Deuxième ligne   | Willie Mason        | Steve Simpson     | Andrew Ryan       |
| Troisième ligne  | Andrew Ryan         | Andrew Ryan       | Paul Gallen       |
| Remplaçant       | Luke Bailey         | Luke Bailey       | Luke Bailey       |
| Remplaçant       | Steve Simpson       | Brett White       | Steve Simpson     |
| Remplaçant       | Anthony Tupou       | Ryan Hoffman      | Ryan Hoffman      |
| Remplaçant       | Kurt Gidley         | Greg Bird         | Kurt Gidley       |
| Entraîneur       | Graham Murray       | Graham Murray     | Graham Murray     |

### Queensland Maroons
| Position         | Match 1            | Match 2            | Match 3            |
| ---------------- | ------------------ | ------------------ | ------------------ |
| Arrière          | Karmichael Hunt    | Karmichael Hunt    | Karmichael Hunt    |
| Ailier           | Brent Tate         | Brent Tate         | Brent Tate         |
| Centre           | Justin Hodges      | Justin Hodges      | Justin Hodges      |
| Centre           | Steven Bell        | Steven Bell        | Steven Bell        |
| Ailier           | Greg Inglis        | Greg Inglis        | Greg Inglis        |
| Demi d'ouverture | Darren Lockyer (c) | Darren Lockyer (c) | Darren Lockyer (c) |
| Demi de mêlée    | Johnathan Thurston | Johnathan Thurston | Johnathan Thurston |
| Pilier           | Petero Civoniceva  | Petero Civoniceva  | Petero Civoniceva  |
| Talonneur        | Cameron Smith      | Cameron Smith      | Cameron Smith      |
| Pilier           | Steve Price        | Steve Price        | Steve Price        |
| Deuxième ligne   | Tonie Carroll      | Tonie Carroll      | Tonie Carroll      |
| Deuxième ligne   | Nate Myles         | Carl Webb          | Carl Webb          |
| Troisième ligne  | Dallas Johnson     | Dallas Johnson     | Dallas Johnson     |
| Remplaçant       | Shaun Berrigan     | Shaun Berrigan     | Shaun Berrigan     |
| Remplaçant       | Jacob Lillyman     | Jacob Lillyman     | Matt Bowen         |
| Remplaçant       | Neville Costigan   | Neville Costigan   | Dane Carlaw        |
| Remplaçant       | Antonio Kaufusi    | Nate Myles         | Nate Myles         |
| Entraîneur       | Mal Meninga        | Mal Meninga        | Mal Meninga        |

## Médias
Les droits télévisuels appartiennent à Channel 9.